# NGC 2340
NGC 2340 (również PGC 20338 lub UGC 3720) – galaktyka eliptyczna (E), znajdująca się w gwiazdozbiorze Rysia. Odkrył ją William Herschel 9 lutego 1788 roku.